# 개구쟁이 스머프 2
개구쟁이 스머프 2(The Smurfs 2)는 2013년 개봉한 미국의 코미디 영화로, 《개구쟁이 스머프》의 속편이다.

## 줄거리
첫 번째 영화 사건 이후 4년 뒤, 스머페트의 생일날, 스머프들은 가가멜이 자신들을 파괴하기 위해 스머페트를 어떻게 만들었는지, 그리고 파파 스머프가 스머페트를 구출하여 진정한 푸른 스머프로 만들었는지에 대한 이야기를 읽는다. 그러나 스머페트는 자신의 탄생 이야기에 대한 악몽을 꾸고 자신의 정체성에 대해 불안감을 느낀다. 스머프들은 스머페트를 위한 깜짝 파티를 준비하며 그녀에게 준비 과정을 숨기려고 하는데, 이로 인해 스머페트는 모두가 자신의 생일을 잊었다고 생각한다.
파리 (프랑스)에서 가가멜과 아즈라엘은 이제 유명인사가 되어 가가멜의 마법으로 사람들을 놀라게 하지만, 마법의 힘을 주는 스머프 정수가 바닥나고 있다. 가가멜은 벡시와 해커스라는 이름의 사악한 스머프 같은 생명체인 너티를 새로 만들고, 에펠탑을 통로로 이용하여 스머프 마을로 통하는 포털을 만들어 스머페트를 납치하여 파파의 스머프 제조 비법을 얻으려 한다. 그러나 가가멜은 포털을 통과하기에는 너무 커서 벡시를 통해 스머페트를 납치한다.
스머프들은 스머페트의 납치를 목격하고 파파에게 알린다. 파파는 자신의 마법을 사용하여 크리스탈을 만들고, 이 크리스탈을 통해 여러 스머프들이 인간 조력자 패트릭과 그레이스 윈슬로 부부가 사는 뉴욕으로 직접 이동하여 스머페트를 구출하는 데 도움을 요청한다. 파파는 원래 똘똘이 스머프, 덩치 스머프, 배짱이 스머프가 크리스탈을 사용하도록 의도했지만, 사고로 인해 주책이 스머프, 투덜이 스머프, 재롱이 스머프가 대신 사용하게 된다. 스머프들은 패트릭과 그레이스의 아들 블루의 네 번째 생일 파티 직후 그들의 아파트에 도착하고, 그곳에서 패트릭의 의붓아버지 빅터 도일을 만난다. 스머프들은 가가멜이 파리에 있다는 것을 알게 되고 윈슬로 가족과 빅터와 함께 그를 찾으러 떠난다.
파리에 도착하자마자 패트릭과 빅터는 오페라 가르니에에서 가가멜의 공연 중 그를 혼란시키고, 대치 중에 가가멜은 실수로 빅터를 청둥오리로 변하게 한다. 한편, 스머프들은 가가멜의 분장실로 몰래 들어가 스머페트를 찾다가 가가멜의 계획을 알게 된다. 동시에 스머페트는 감옥에서 탈출하고 너티들이 그녀를 쫓는다. 벡시는 스머페트에게 재미로 말썽을 부리라고 부추겨 그들을 자기 편으로 만들고, 이 과정에서 셋은 진정한 친구가 된다.
가가멜의 호텔 스위트룸으로 돌아온 가가멜은 스머페트에게 작은 용 지팡이를 친절한 척 선물한다. 스머페트는 너티들이 스머프 정수 부족으로 죽어가고 있는 것을 보기 전까지 가가멜에게 비법을 주지 않으려 한다. 그들을 구할 다른 대안이 없자 스머페트는 비법을 적고 가가멜은 그것을 사용하여 너티들을 진짜 스머프로 변하게 한다. 그들이 스머프가 되자마자 가가멜은 그들을 자신의 스머프 추출 기계에 넣어 정수를 추출한다.
한편, 패트릭, 빅터 (가가멜의 마법이 일시적이었기 때문에 다행히도 다시 인간으로 돌아왔다), 그리고 스머프들은 함께 스머페트를 구출하기 위해 노력한다. 스머프들은 곧 잡혀 스머프 추출 기계에 갇히고, 가가멜의 큰 용 지팡이에 힘을 공급한다. 패트릭과 빅터는 때맞춰 도착하여 함께 스머프 추출 기계를 파괴하고, 스머프 정수 폭발이 일어나 기록된 비법을 파괴하고 스머프들을 우리에서 풀어준다. 모두가 하수구 구멍을 통해 가가멜의 소굴에서 튀어나오고, 그곳에서 패트릭과 빅터는 그레이스와 블루와 재회한다. 가가멜이 다시 나타나지만 스머페트가 새 지팡이로 그를 날려버린다. 그는 노트르담 대성당에 떨어지고, 실수로 돌 이무깃돌을 살아 움직이게 만들고, 이무깃돌은 그를 에펠탑 꼭대기로 던져 불꽃놀이로 공중으로 날려버린다. 스머프들은 윈슬로 가족에게 작별 인사를 하고, 벡시와 해커스와 함께 집으로 돌아와 스머페트의 생일을 축하한다.
두 개의 크레딧 후 장면에서 가가멜과 아즈라엘은 포털을 만들어 자신들의 성으로 돌아가고, 나중에 싸움을 벌인다.

## 배역

### 한국판 성우진
- 신용우 - 주책이
- 정성훈 - 해커스
- 우정신 - 그레이스
- 엄상현 - 패트릭
- 박명수 - 가가멜
- 남도형 - 아즈라엘
- 정재헌 - 해설 스머프
- 유해무 - 빅터 도일
- 이마음 - 블루 윈슬로우
- 한경화 - 스머페트
- 김나율 - 벡시
- 최흘 - 파파 스머프
- 하성용 - 투덜이
- 김기흥 - 허영이